# Tina Freitag

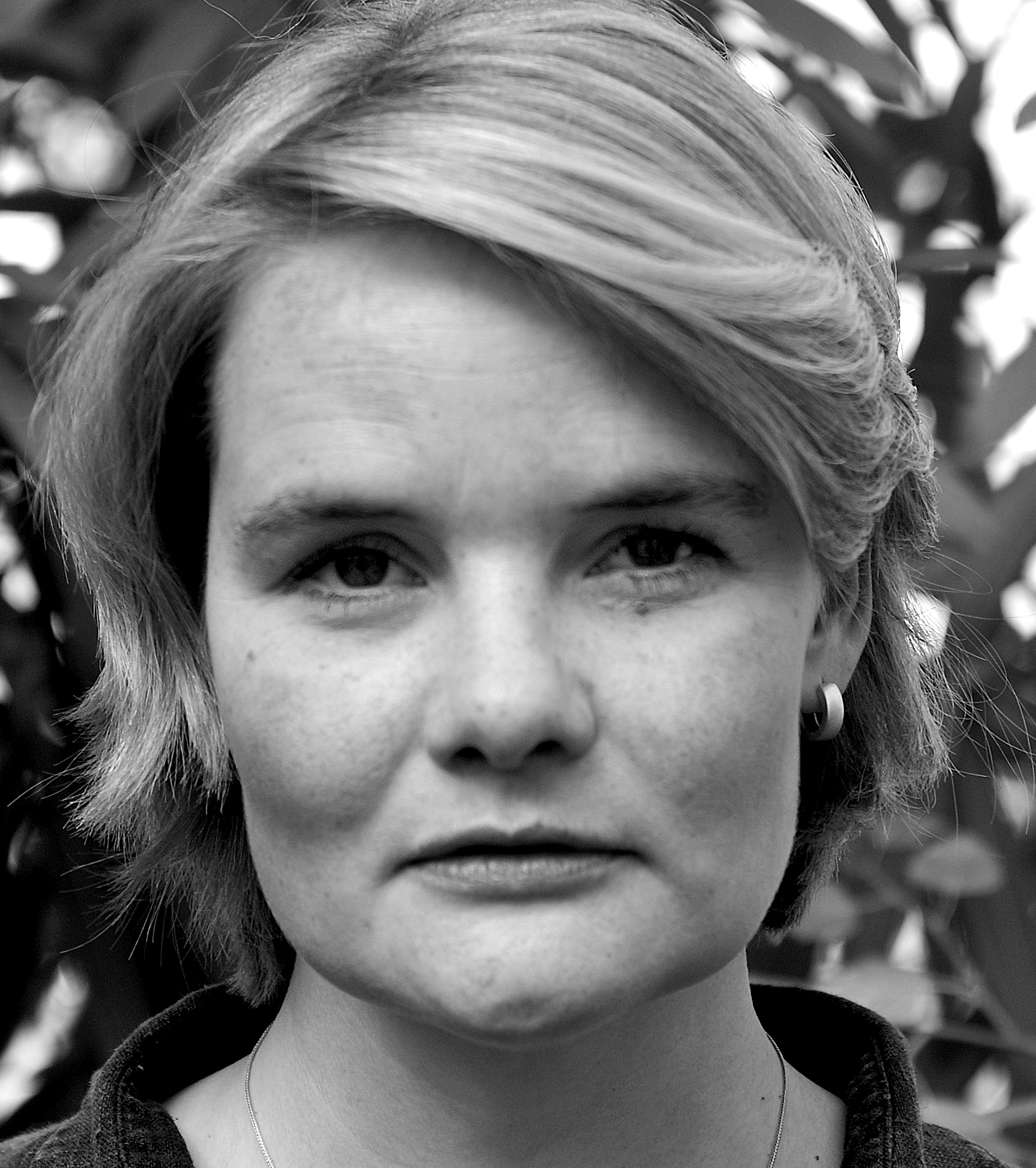
Tina Freitag, 2016

Tina Freitag (* 1970 in Hamburg) ist eine deutsche Filmeditorin.

## Leben
Tina Freitag besuchte nach dem Abitur für ein Jahr eine Schauspielschule. Danach war sie für fünf Jahre Schnittassistentin und ist seit 1996 freiberufliche Editorin. Sie ist für den Filmschnitt von über 30 Langfilmen verantwortlich.
2006 wurde Freitag für die Folge Die Frau des Teppichlegers der Serie Bella Block für den Deutschen Fernsehpreis und den Deutschen Kamerapreis nominiert. 2014 wurde sie für die Folge Mörderische Hitze des Spreewaldkrimis mit der Auszeichnung der Deutschen Akademie für Fernsehen geehrt.
Tina Freitag ist Mitglied der Deutschen Filmakademie und im Bundesverband Filmschnitt Editor e. V. (BFS).

## Filmografie (Auswahl)
- 2000: Hat er Arbeit?
- 2002: Das Jahr der ersten Küsse
- 2004: Bin ich sexy?
- 2004: Bella Block: Die Freiheit der Wölfe
- 2005: Bella Block: Die Frau des Teppichlegers
- 2005: Die Nacht der großen Flut
- 2005: Polizeiruf 110: Vergewaltigt
- 2006: Spreewaldkrimi: Das Geheimnis im Moor
- 2007: Die Flucht
- 2008: Bella Block: Falsche Liebe
- 2009: Hilde
- 2010: Alles Liebe
- 2010: Bella Block: Das schwarze Zimmer
- 2010: Es war einer von uns
- 2012: Lena Fauch – Lena Fauch und die Tochter des Amokläufers
- 2012: Die Kirche bleibt im Dorf
- 2012: Mord in Ludwigslust
- 2014: Spreewaldkrimi: Mörderische Hitze
- 2014: Stille Nächte
- 2015: Frau Roggenschaubs Reise
- 2015: Pampa Blues
- 2016: Nebel im August
- 2017: Die Konfirmation
- 2017: Simpel
- 2017: Spreewaldkrimi – Zwischen Tod und Leben
- 2017: Aufbruch ins Ungewisse
- 2018: Bella Block: Am Abgrund
- 2020: Die verlorene Tochter (Fernsehserie)
- 2021: Nord bei Nordwest – Im Namen des Vaters
- 2021: Spreewaldkrimi: Totentanz
- 2022: Ramstein – Das durchstoßene Herz
- 2023: Nord bei Nordwest – Auf der Flucht
- 2023: Familie Bundschuh – Bundschuh vs. Bundschuh
- 2024: Nord bei Nordwest – Der doppelte Lothar